# Hundefleisch

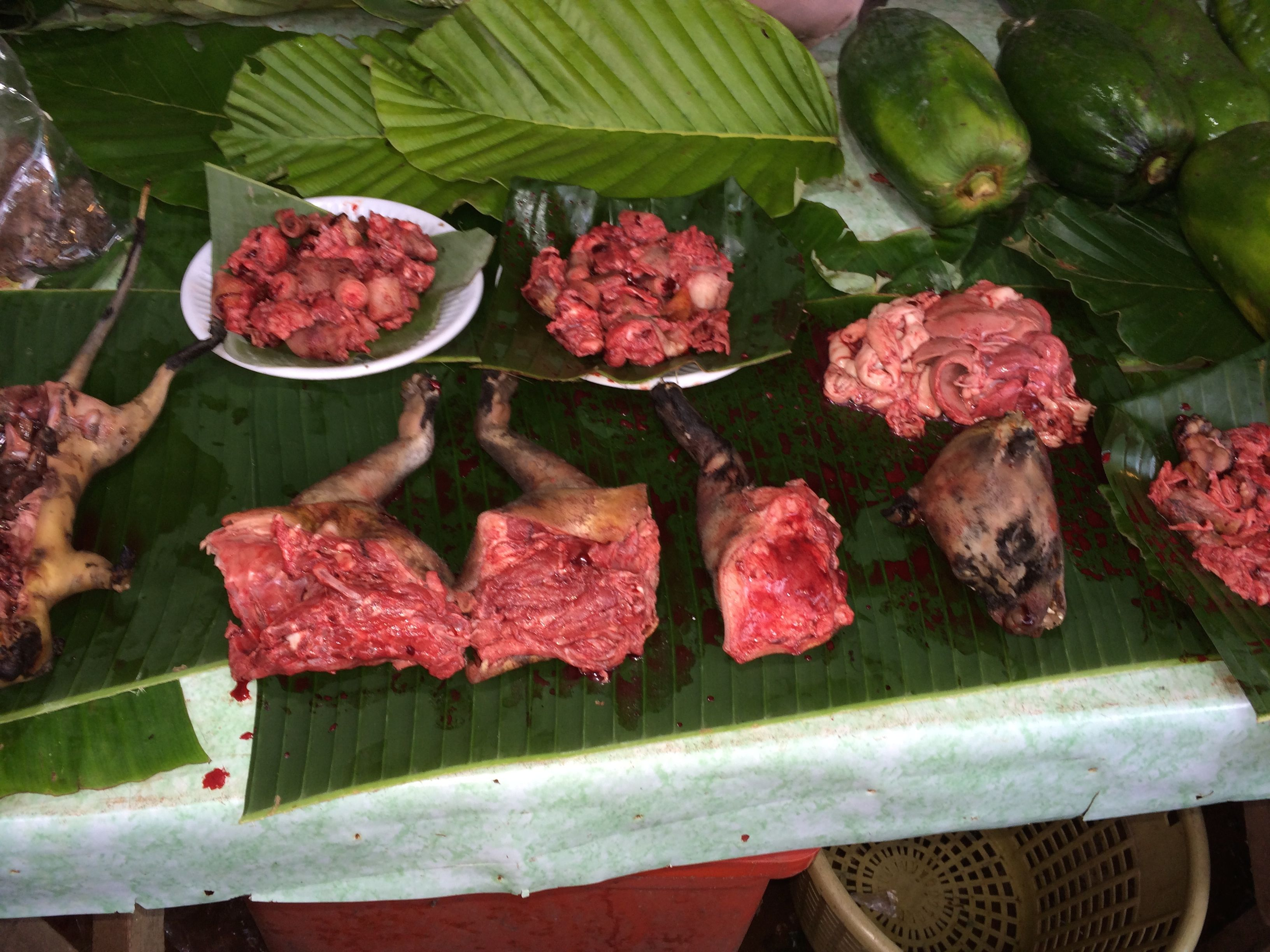
Hundefleisch im Angebot auf einem Markt in Thailand

Hundefleisch wird in einigen Ländern als Nahrung genutzt. Im 21. Jahrhundert wird Hundefleisch in eher geringem Maße in Korea, China, Indonesien, Nigeria, der Schweiz, Vietnam und Indien konsumiert. In vielen Kulturen hat sich ein Nahrungstabu herausgebildet, das den Verzehr verbietet.

## Geschichte und Verbreitung des Konsums

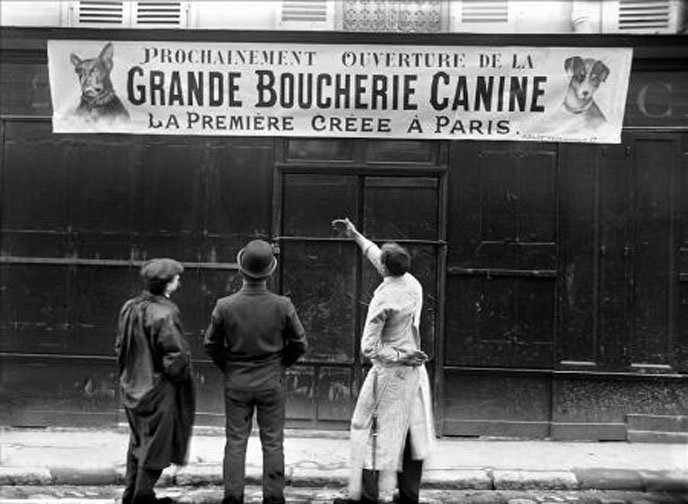
Hundemetzgerei in Frankreich (1910)

Neuere Forschungen haben gezeigt, dass bereits ab der mittleren Steinzeit in Nordeuropa Hunde verzehrt wurden. Besonders in der Jungsteinzeit wurden Hunde vielerorts zu Nahrungszwecken geschlachtet, stellten aber auch häufig Opfergaben dar. Die Entwicklung, Hunde als Opfergaben zu verwenden, kann sich in der folgenden Bronzezeit noch verstärkt haben, was einzelne archäologische Befunde vermuten lassen. Für die folgenden Jahrhunderte bis in die römische Kaiserzeit hinein konnte ebenfalls nachgewiesen werden, dass Hunde nicht nur im Kult eine Rolle spielten, sondern auch profan als Fleischressource genutzt wurden. Für das Jahr 1277 belegen Schriftquellen den Verzehr von Hundefleisch in Tirol, Kärnten und der Steiermark und um 869 wird der Verzehr dann ausdrücklich in den Annalen des Rheingebietes sowie in Burgund und Gallien festgehalten. Zwei Jahrhunderte später wurde wiederum das Unterschieben von Hundefleisch als schwerwiegendes Vergehen geahndet. Ein derartiger Betrug kostete den Fleischer häufig das Leben. Ausnahmen stellten nur Notzeiten dar, denn bei der kriegerischen Belagerung von Städten wie im Dreißigjährigen Krieg mussten die Menschen aus Nahrungsmangel notgedrungen auf Hundefleisch zurückgreifen.
Für das 1. Viertel des 19. Jahrhunderts sind in etlichen Dörfern Sachsens Hundeschlächter bezeugt und der Genuss des Fleisches scheint vielerorts üblich gewesen zu sein. Nur wenige Jahre danach schätzte man in Deutschland Hundefleisch zu festlichen Gelegenheiten und Wilhelm Busch beschrieb das Schlachten eines Hundes in den Münchener Bilderbogen um 1866. Zu dieser Zeit galt das Fleisch in manchen Bevölkerungsschichten als besondere Delikatesse. Während der Belagerung von Paris 1870/71 boten Speisekarten eine Auswahl mehrerer Hundefleischgerichte: Es gab beispielsweise geschnetzelte Hundeleber, Schulterfilet vom Hund in Tomatensauce und Hundekeule garniert mit jungen Ratten. Im 20. Jahrhundert wurden beispielsweise in den Jahren 1904 bis 1924 in den Städten Chemnitz, Breslau und München zusammen etwa 42.400 Hunde zum Verzehr geschlachtet. Im Jahrzehnt vor dem Ersten Weltkrieg wurden im Deutschen Reich jährlich ca. 84 t Hund geschlachtet, zwischen 1920 und 1924 lagen die amtlichen Werte bei ca. 115 t. Die Dunkelziffer lag beträchtlich höher. In dieser Zeit unterlag die Schlachtung von Hunden in Deutschland der gesetzlichen Fleischbeschau. Eine Änderung, die mit dem Verbot von Hundeschlachtung zur Fleischgewinnung einherging, erfuhr das Gesetz erst 1986. 
Auch Notsituation einzelner Personen oder Gruppen, die sich in Extremlagen befanden (z. B. Polarexpeditionen, Armut), führten zur Nutzung von Hunden als Nahrung. Als Symbol für große Verzweiflung hat dieses Verhalten Eingang in die Literatur gefunden: In einer Szene in Hauptmanns Drama „Die Weber“ schlachtet ein alter Mann seinen Hund. Allerdings gab es auch in Gebieten, in denen die Bevölkerungsmehrheit kein Hundefleisch aß, Regionen, in denen regelmäßig Hunde verspeist wurden. Beispiele dafür sind der Kanton Appenzell und das St. Galler Rheintal in der Schweiz oder einige sächsische Städte. Offiziellen Angaben zufolge wurden in den Jahren um 1900 in Chemnitz durchschnittlich 226, in Dresden 136 und in Zwickau 58 Hunde jährlich geschlachtet.
Schriftliche Zeugnisse, die die Zubereitung von Hundefleisch als kulinarische Tradition belegen, sind u. a. aus China bekannt. Bereits im 4. Jahrhundert vor Christus wurde Hundefleisch vom Philosophen Mengzi empfohlen. Nähere Angaben zur „Wirkung“ finden sich dann beispielsweise in einer Enzyklopädie des 16. Jahrhunderts. Die Bewertung war allerdings von Provinz zu Provinz verschieden: Die Mandschu im Norden verachteten die Menschen im Süden dafür. Sun Yat-sen, der Revolutionär gegen die Dynastie der Mandschuren, begann seine politischen Treffen mit einem Hundemahl, um seine Einstellung zu den nördlichen Herrschern zu zeigen.

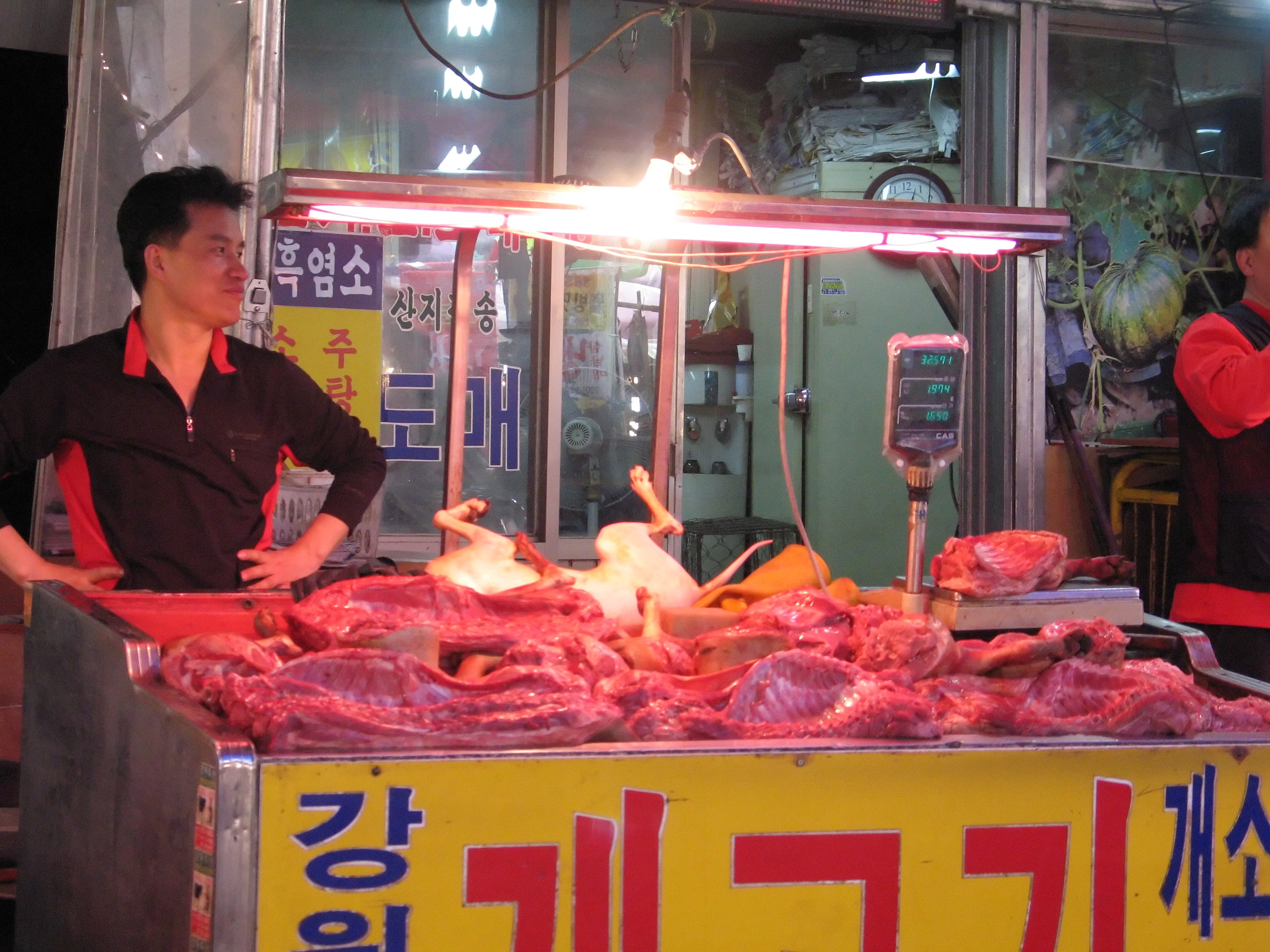
Hundefleisch auf einem Markt in Seoul, Südkorea (2008)

Angaben zur aktuellen Verbreitung und Beliebtheit von Gerichten mit Hundefleisch schwanken und sind umstritten. So tendieren Tierschutzvereine dazu, sehr hohe Zahlen getöteter Hunde anzugeben: Bis zu 20 Millionen Hunde seien es laut Animals Asia jährlich allein in China und 10 Millionen Hunde und Katzen laut Vier Pfoten in Vietnam, Kambodscha und Indonesien. Gleichzeitig bemühen sie sich, den Kreis der menschlichen Verbraucher als sehr klein darzustellen, und führen teilweise den Konsum außerhalb Koreas und Chinas ausschließlich auf die Präsenz von Auslandschinesen zurück. Einer im Februar 2020 aktualisierten Marktanalyse zufolge werden in Kambodscha über 3 Millionen Hunde, in Indonesien über 1 Million Hunde und in Vietnam über 5 Millionen Hunde jedes Jahr für den Handel getötet. Verteidiger der Sitte weisen hingegen darauf hin, dass auch in Afrika und Europa das Essen von Hundefleisch verbreitet ist.
In Korea, China und Vietnam werden regelmäßig Hunde gegessen; und diese Tatsache wird auch von zumindest einem Teil der Bevölkerung als normal empfunden. Allerdings gilt Hundefleisch in allen drei Ländern als Spezialität und ist teuer. Gezielte Züchtungen und „Hundefarmen“ gibt es erst seit kurzem. In China sind die Provinzen Guangdong, Guizhou und Jilin für den Verzehr von Hundefleisch bekannt.
Weiterhin soll der Verzehr von Hundefleisch in Laos, Myanmar, Malaysia sowie in Ghana und im Kongo vorkommen. Dass einige Igorot-Völker auf den Philippinen Hunde für den Verzehr halten, wurde im Zusammenhang der Saint Louis World's Fair 1904 von Tageszeitungen in den Vereinigten Staaten verbreitet. In Thailand gilt Hundefleisch in einigen Regionen, vor allem in Sakon Nakhon (Isan), als Delikatesse, obwohl die meisten Thais das Schlachten von Hunden ablehnen. In Osttimor gilt Hundefleisch als Delikatesse. Allerdings soll sich diese Sitte erst in den 1980er Jahren von Nordsulawesi (Indonesien) kommend, wo Hundefleisch traditionell vom Volk der Minahasa gegessen wird, eingebürgert haben, als in der Landeshauptstadt Dili das erste Hundefleisch-Restaurant eröffnete. Im Südwesten Nigerias findet jedes Jahr ein großes Fest statt, bei dem Hunderte Hunde geköpft werden. Ihr Blut wird auf eine Götterstatue gesprenkelt, das Fleisch danach gegrillt und gegessen. In Kambodscha wurde im Oktober 2019 der größte Hundefleisch-Anbieter der Provinz Takeo geschlossen.
Traditionell wurden Hunde auch bei den Polynesiern als Nahrung genutzt. Auf Hawaii gab es eine spezifisch zur Mast gezüchtete Hunderasse, den Hawaiian Poi Dog.
Im Mai 2020 veröffentlichte China einen nationalen Nutztier-Katalog, der Hunde explizit ausschließt. Damit ist der Verkauf von lebenden Hunden und Hundefleisch zum Verzehr in China verboten.
In Südkorea wurde 2024 ein Gesetz erlassen, das den Verzehr und Verkauf von Hundefleisch ab 2027 verbietet.

## Eigenschaften und Zubereitung

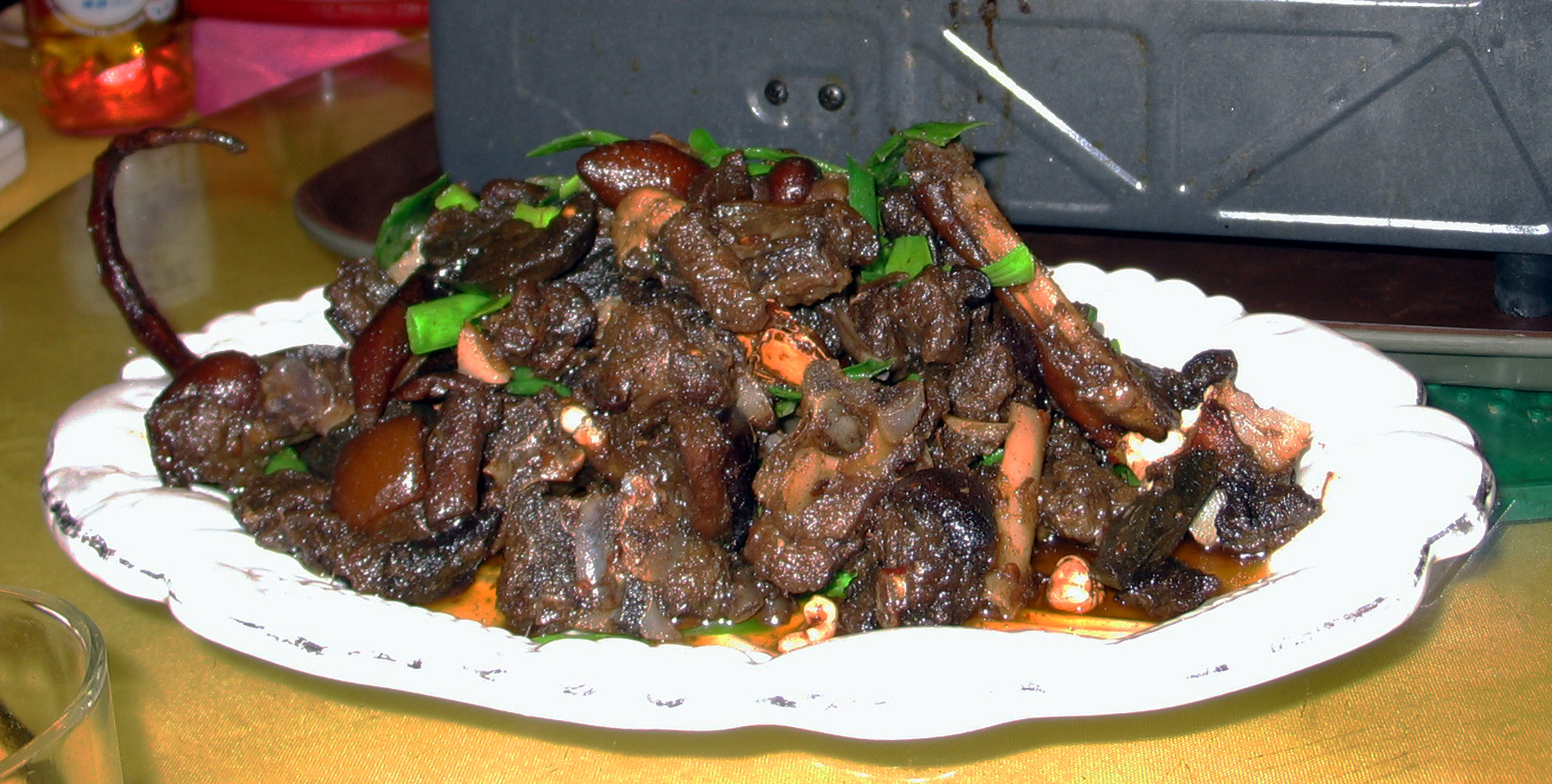
Hundefleisch-Gericht, Guilin (China) mit einem Hundeschwanz garniert.

Hundefleisch hat eine rosa Färbung. Es liegt geschmacklich zwischen Rind und Wildbret. Beliebt ist die Kombination mit Sesam. Die Möglichkeiten der Zubereitung sind vielfältig: es kann gekocht, gebraten, gegrillt oder frittiert werden; in Vietnam werden auch Würste aus Hundeinnereien hergestellt. Im Rahmen der traditionellen chinesischen Ernährungslehre (die, vergleichbar dem antiken Verständnis von Diät-Nahrungsmitteln, jeweils bestimmte quasi-medizinische Wirkungen zuschreibt) gilt Hundefleisch als „wärmend“. Es wird daher in China und Vietnam zumeist im Winter gegessen und beispielsweise als scharfes Fondue (Feuertopf) zubereitet. In Korea hingegen wird das bekannteste Hundegericht, der Eintopf poshintang, als Sommergericht und nützlich gegen die Hitze angesehen.

## Kulturelle und religiöse Differenzen, Kontroversen
Die extremen Unterschiede in der Bewertung von Hundefleisch lassen sich mit der US-amerikanischen Kontroverse um den Export von Pferdefleisch vergleichen. Im Gegensatz zu den Tabus um Schweine (die zum Beispiel von Juden und Muslimen nicht gegessen werden dürfen), Meerschweinchen (die in Ecuador und Peru teils speziell für den Verzehr gezüchtet, in Europa aber nicht gegessen werden) und Rinder (deren Schlachtung in einigen Bundesstaaten Indiens verboten ist, siehe Heilige Kuh) führt bei Hunden und Pferden die Tatsache, dass es sich um Tiere handelt, zu denen ihre Besitzer häufig eine enge, emotionale Beziehung haben, dazu, dass fremde Esssitten aktiv kritisiert werden. Eine wichtige Rolle spielen dabei auch Berichte über Transport- und Zuchtbedingungen, die als Tierquälerei betrachtet werden. Zudem kommt es immer wieder zu besonders grausamen Schlachtungen, bei denen die Hunde vor dem Töten geschlagen werden; das dabei produzierte Adrenalin macht das Fleisch zäher, was angeblich potenzsteigernde Wirkung hat. Die Häufigkeit dieser Praxis ist umstritten: Verteidiger verweisen darauf, dass die meisten Hunde, die zwecks Verzehr geschlachtet werden, nicht gequält werden und ihre Lebensbedingungen nicht schlechter sind als die von anderem Schlachtvieh.
Kritiker argumentieren auch damit, dass Hunde als Fleischlieferanten eine Ausnahme bildeten: Das Fleisch von landlebenden Beutegreifern werde so gut wie nie als Nahrung verwendet. Auch Wölfe würden üblicherweise nicht verzehrt. Hundefleisch sei außerdem nicht wirtschaftlich, da Hunde wie alle Raubtiere sehr hochwertige Nahrung benötigen. Zu beachten sei auch, dass Beutegreifer in der Nahrungskette weit oben stehen, also Schadstoffe im Fleisch sich sehr leicht anreichern.

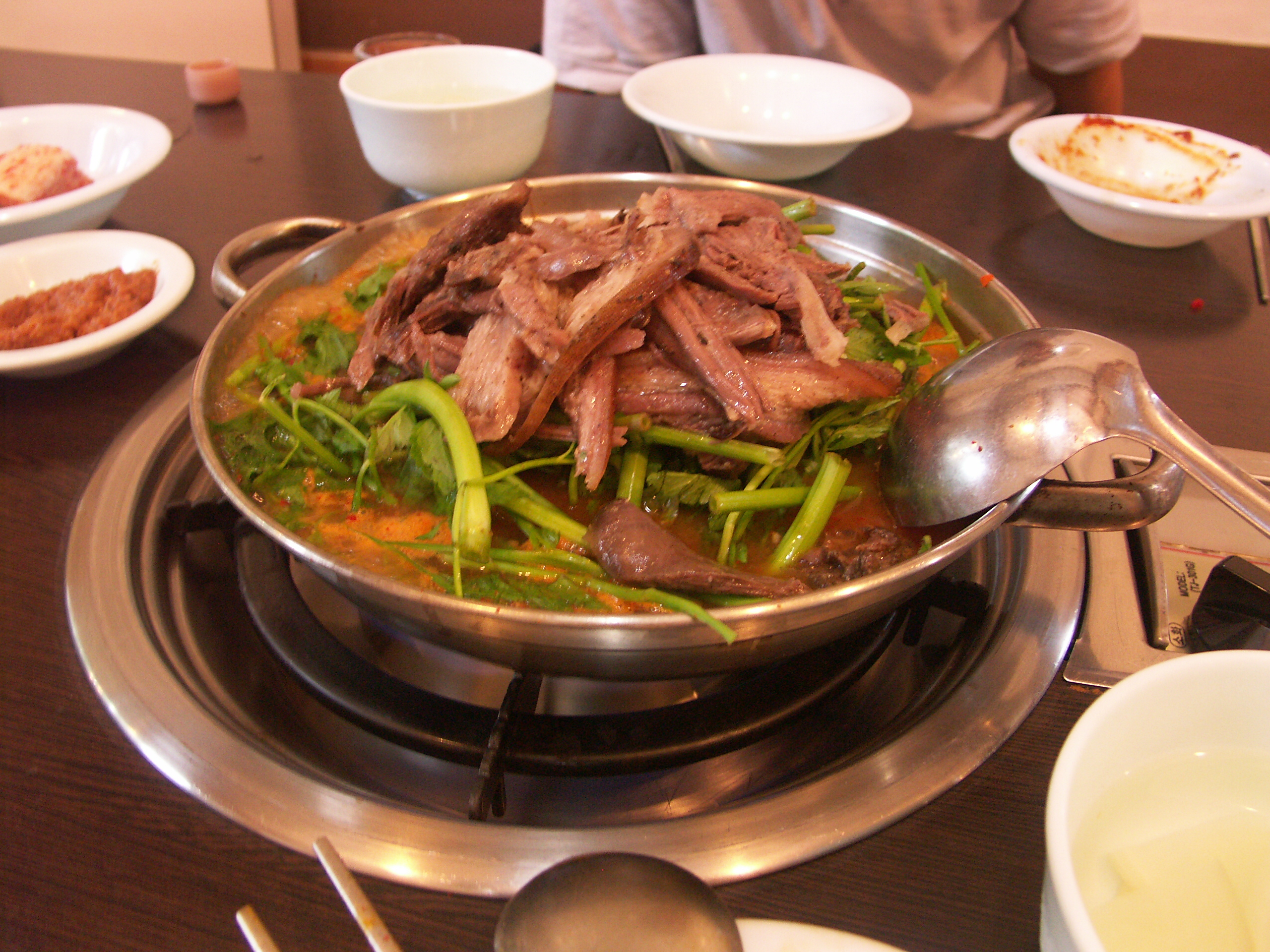
Hundefleisch in Seoul (Südkorea)

Größere internationale öffentliche Diskussionen fanden jeweils im Vorfeld der Olympischen Sommerspiele in Seoul und der Fußball-Weltmeisterschaft 2002 statt. Die südkoreanische Regierung erließ nach entsprechenden Forderungen des IOCs vor den Olympischen Spielen 1988 ein gesetzliches Verbot für Lebensmittel, die „als unansehnlich gelten“ können. Da trotz technischer Illegalität der Hundefleischkonsum bis zum Jahr 2001 eher zunahm, gab es vor der WM Initiativen, die ein konsequenteres Vorgehen forderten. Eine prominente, aber auch polarisierende Fürsprecherin war Brigitte Bardot. In einigen Interviews sprach sie u. a. von einer „barbarischen Unsitte“, was ihr den Vorwurf des Rassismus und Snobismus einbrachte. Auch FIFA-Präsident Sepp Blatter unterstützte ein Schlachtverbot von Hunden. Die Reaktionen auf koreanischer Seite waren diesmal allerdings weniger nachgiebig: Bemühungen um eine Legalisierung – auch mit dem Argument, dass dies der beste Weg zur Bekämpfung grausamer Schlachtmethoden sei – wurden verstärkt, und einige Nationalisten empörten sich über die Arroganz des Westens. Die Kontroverse zwischen Befürwortern der Legalisierung und Gruppen, die ein vollständiges Verbot anstreben, dauert derzeit in Südkorea noch an.
Der Verzehr von Hundefleisch ist nach islamischen und jüdischen Speisegesetzen nicht erlaubt.

## Rechtliches
Das Verbot, Hundefleisch zu gewinnen und anzubieten, ergibt sich
- für Deutschland seit Mai 2010 aus § 22 Abs. 1a der Tierische Lebensmittel-Hygieneverordnung (Tier-LMHV), soweit es dem menschlichen Verzehr dient.[30] Zwei Habilitanden halten die Strafbewehrung[31] wegen der hierbei angewandten Regelungstechnik der Blankettverweisung für verfassungsrechtlich bedenklich.[32] Daneben besteht nach § 13a der Lebensmitteleinfuhr-Verordnung (LMEV) ein Einfuhrverbot.[33]
- für Österreich ergibt sich das Verbot der Tötung „zur Gewinnung von Nahrung oder anderen Produkten“ aus § 6 Abs. 2 des Tierschutzgesetzes (TSchG) von 2004.[34]
- für die Schweiz aus Art. 2 der Verordnung des EDI über Lebensmittel tierischer Herkunft vom 23. November 2005.[35] Das Verbot gilt allerdings nur für den kommerziellen Verkehr; Gewinnung und Verzehr für den Eigengebrauch sind zulässig[36], solange kein Verstoß gegen die Tierschutzgesetzgebung vorliegt.[37]